# Jonathan Ive
Jonathan "Jony" Ive, KBE (n. februarie 1967) este un designer englez și vicepreședintele departamentului design industrial al Apple Inc. El este principalul designer al iMac, PowerBook G4, MacBook, MacBook Pro, iPod, iPhone, și iPad. Jonathan Ive s-a mutat în Statele Unite în 1992 pentru a-și continua cariera la Apple Inc..